# VR Bank Untertaunus
Die VR Bank Untertaunus eG war eine Genossenschaftsbank mit Sitz in Idstein im Rheingau-Taunus-Kreis. Die Geschäftsstellen lagen in den Gemeinden rund um Idstein und Taunusstein. Unter den 812 Genossenschaftsbanken in Deutschland nahm die Bank 2020 bei der Bilanzsumme den 266. Rang ein.

## Geschichte

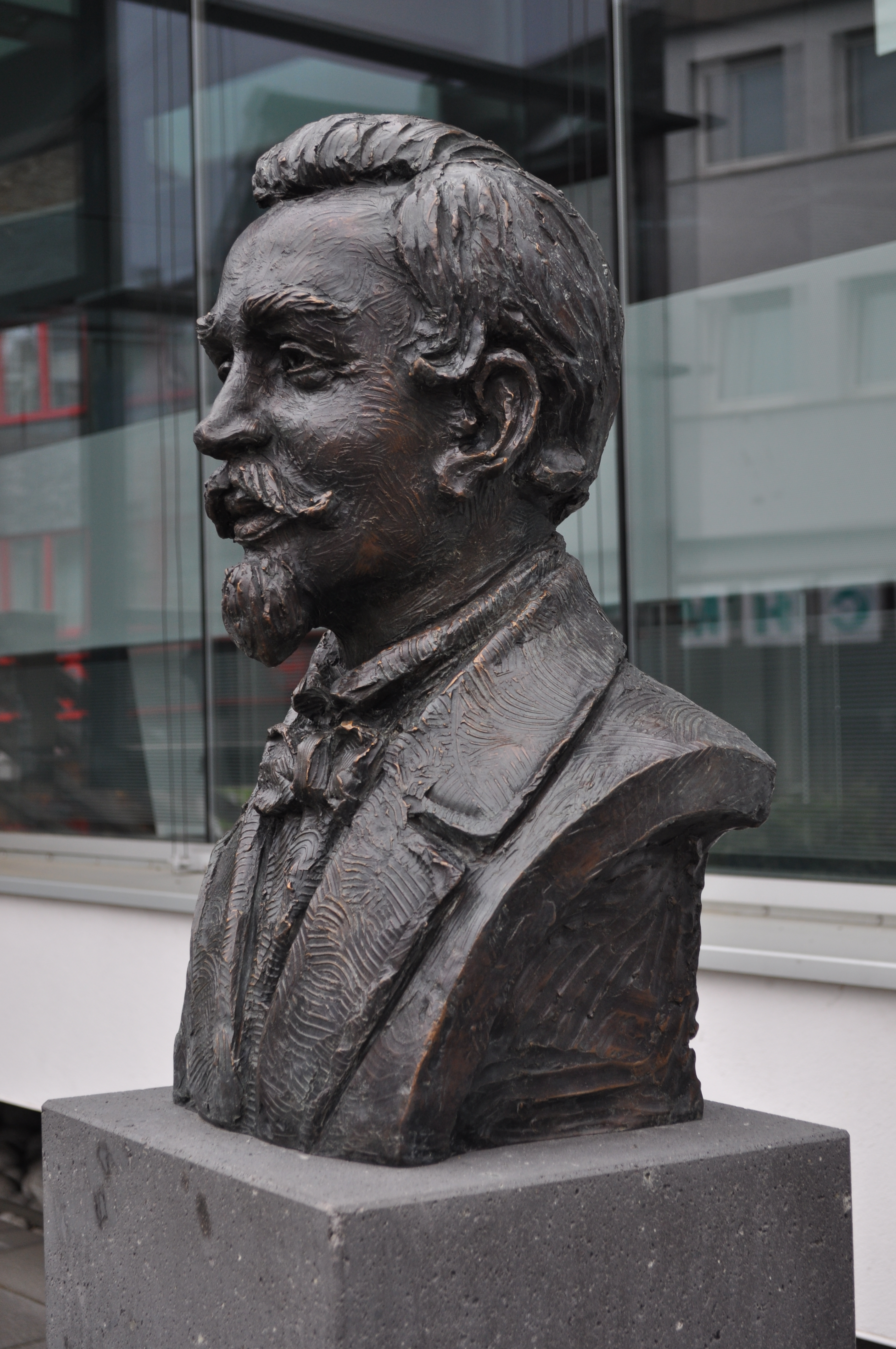
Büste von Gustav Justi in Idstein

Der Idsteiner Likörfabrikant und Abgeordnete Gustav Justi initiierte die Gründung einer Genossenschaftsbank unter dem Namen Vorschuss- und Kreditverein in Idstein. Auf der Gründungsversammlung am 18. Dezember 1860 waren wichtige Honoratioren der Stadt vertreten. So der Stadtrechner F. Frankenbach, der stellvertretende Bürgermeister Christian Moog und der Paulskirchenabgeordnete Wilhelm Rübsamen.
Innerhalb der ersten zwei Jahre gelang es, 400 Mitglieder bei einer Einwohnerzahl von 2000 Bürgern in Idstein zu gewinnen, die Genossenschaftsanteile von je 50 Gulden einzahlten. 1910 hatte die Bank 1200 Mitglieder. Einer der Gründe für den Erfolg war die Ertragslage. Bis zum Ersten Weltkrieg wurden – mit der Ausnahme des Jahres 1885, in dem ein Verlust von 396 Mark und 39 Pfennig gemacht wurde – immer Gewinne erzielt. 1921 wurde „Vorschuss“ zur Vereinsbank umfirmiert.
Die Hyperinflation Anfang der Zwanziger Jahre führte zu einer grotesken Aufblähung der Bilanz und zur fast völligen Entwertung der Aktiva, zuletzt wurde eine Bilanzsumme von 1,5 Billionen Mark ausgewiesen. Mit der Einführung der Goldmark betrug die Bilanzsumme nur noch 203 Rentenmark und 12 Pfennig. In den Folgejahren nahm die Bank wieder einen steilen Aufschwung. Auch die Weltwirtschaftskrise von 1929 wurde aus eigener Kraft überlebt. Die Gleichschaltung führte 1935 zu einer Säuberung der Bank. Mit der Währungsreform 1948 ermäßigte sich die Bilanzsumme um fünf Millionen Reichsmark.
Das Wirtschaftswunder führte auch in Idstein zu einer hervorragenden Entwicklung der Bank. Seit 1968 wurden Gespräche über eine Fusion der Bank mit der Landwirtschaftlichen An- und Verkaufsgemeinschaft geführt, die 1978 zur Fusion zur Volksbank Raiffeisenbank Idstein führte.
Die Landwirtschaftliche An- und Verkaufsgemeinschaft wurde 1917 in Idstein gegründet. 1924 hatte sie 68 Mitglieder, 1934 waren es 210 Mitglieder geworden. Nach mehreren Fusionen in den 1930er und 1940er Jahren mit anderen Spar- und Darlehnskassen war die Genossenschaft 1942 soweit gewachsen, dass sie über Spareinlagen von 262.000 Reichsmark verfügte.
Mitte der 1980er Jahre verfügte die fusionierte Bank über 5340 Mitglieder. 1990 wurde nach der Fusion mit der Volksbank Untertaunus aus Wehen der heutige Name VR Bank Untertaunus eingeführt.
Am 30. Oktober 2020 gab die Bank ihre Verschmelzung mit der Wiesbadener Volksbank bekannt. Nach der Zustimmung der Vertreterversammlungen beider Banken wurde die Fusion rückwirkend zum 1. Januar 2021 wirksam.

## Bank für Orden und Mission
Die Bank für Orden und Mission war eine Zweigniederlassung der VR Bank Untertaunus und hatte ihren Sitz ebenfalls in Idstein. Die Bank wurde im Jahr 2003 gegründet, nach eigenen Angaben auf Initiative der Missionszentrale der Franziskaner in Bonn.
Aus Sicht der Mutterbank war dies ein Einstieg in das seinerzeit neue Marktsegment der ethischen Investments, um die eigene Geschäftsbasis überregional zu erweitern. Die Zweigniederlassung betrieb kein Kreditgeschäft.

### Ethische Geldanlage
Die Bank für Orden und Mission versprach allen Kunden, bei einer Geldanlage nicht nur wirtschaftliche, sondern auch ökologische, soziale und kulturelle Aspekte zu berücksichtigen. Die Geldanlagen erfolgten im Einklang mit den Grundsätzen des Franziskanerordens sowie dem Kriterienkatalog des Frankfurt-Hohenheimer Leitfadens von 1997 und der Darmstädter Definition nachhaltiger Geldanlagen.
Zur Auswahl potenzieller Anlagetitel arbeitete die Bank für Orden und Mission mit der Ratingagentur Oekom Research zusammen.

### Wirtschaftliche Entwicklung
Die Geschäftszahlen der Bank für Orden und Mission waren vollständig in die Jahresbilanzen der VR Bank Untertaunus integriert. Die Bank führte 2018 1.206 Konten und Depots mit einem Gesamtvolumen von 32,3 Mio. EUR.
Vom nicht-veröffentlichten Geschäftsgewinn der Bank für Orden und Mission wurde ein Anteil für die weltweiten Hilfsprojekte der Missionszentrale der Franziskaner gespendet. Kunden konnten auf die Auszahlung von Zinserträgen verzichten, welche dann von der Bank als Spende an die Missionszentrale der Franziskaner zugeleitet wurden.